# Campeonato Carioca de Futebol de 1984 - Terceira Divisão
O Campeonato Carioca da Terceira Divisão de 1984 foi uma edição da terceira divisão do campeonato estadual de futebol profissional do Rio de Janeiro. A competição foi organizada pela Federação de Futebol do Estado do Rio de Janeiro (FERJ).
Ao final da competição, sagrou-se campeão o Rio Branco e vice-campeão o Royal. Ambos foram promovidos para a Segunda Divisão de 1985.

## Participantes
- Central Sport Club, de Barra do Piraí
- Cruzeiro Futebol Clube, de Pendotiba
- Heliópolis Atlético Clube, de Belford Roxo
- Esporte Clube Miguel Couto, de Nova Iguaçu
- Esporte Clube Nova Cidade, de Nilópolis
- Porto Alegre Futebol Clube, de Itaperuna
- Clube Esportivo Rio Branco, de Campos
- Rio das Ostras Futebol Clube, de Rio das Ostras
- Royal Sport Club, de Barra do Piraí
- Tomazinho Futebol Clube, de São João de Meriti
- Tupy Sport Club, de Paracambi
- Associação Atlética Volantes, de Nova Iguaçu